# San Jerónimo (Baja Verapaz)
San Jerónimo ist eine Großgemeinde (Municipio) im Departamento Baja Verapaz in Guatemala. In dem 474 km² großen Gemeindegebiet leben etwa 18.000 Menschen, davon ein Großteil in San Jerónimo, die Übrigen in 18 unterstellten Landgemeinden und 13 Weilern.

## Lage
San Jerónimo liegt im Osten des Departamentos Baja Verapaz am Ende des Tales von Salamá in einer fruchtbaren Hügellandschaft. Von Guatemala-Stadt sind es auf der Überlandstraße CA 9 und dann auf der von El Rancho nach Cobán führenden CA 14 etwa 150 km bis nach San Jerónimo.
Das gleichnamige Municipio grenzt im Südosten an das Departamento El Progreso und ansonsten an Salamá.

## Wirtschaft
San Jerónimo lebt vorwiegend von der Landwirtschaft und der Zuckerindustrie. Da der Ort wenige Kilometer westlich des Hauptverkehrsweges nach Cobán liegt, profitiert man vom Durchgangsverkehr nicht besonders. Von touristischer Bedeutung sind die jährlich zwischen dem 27. und 30. September abgehaltenen Feierlichkeiten zu Ehren des Schutzpatrons Hieronymus.

## Geschichte
Im Zug der friedlichen Missionierung der Verapaz-Region durch Bartolomé de Las Casas entstand ab 1537 an der Stelle der heutigen Ortschaft San Jerónimo eine erste Kirche und eine Niederlassung der Dominikaner. Ihnen ist der Bau eines Bewässerungssystems zuzuschreiben, wie auch der Anbau von Wein, der bald in ganz Mittelamerika vertrieben wurde. 1601 bauten die Dominikaner eine Zuckermühle und gründeten das Unternehmen Hacienda San Jerónimo, das später über 1000 Menschen beschäftigte und für seinen Rum berühmt wurde. 1829 wurde die Hazienda säkularisiert und bis 1893 von einem Engländer geführt, der sich nur noch auf die Herstellung von Schnaps aus Zuckerrohr konzentrierte. Die Regierung unterhielt hier auch ein offizielles Schnapslager. Später verfiel der Betrieb, die Siedlung orientierte sich wirtschaftlich anderweitig. In den letzten Jahren hat die Zuckerindustrie auf dem Anwesen ein kleines, sehenswertes Museum eingerichtet. Teile der von den Dominikanern angelegten Aquädukte können ebenfalls besichtigt werden.